# Tranchée de Calonne
Pour les articles homonymes, voir Calonne.
La Tranchée de Calonne est une route forestière (ne traversant aucun village) numérotée Route départementale 331, reliant Hattonchâtel (département de la Meuse) à Verdun sur une distance de plus de 25 kilomètres.

À noter que le mot tranchée est antérieur à la guerre, il est fréquent sur les Hauts de Meuse, et est un terme forestier analogue au mot route, du latin rupta, brisé, coupé (à travers).

## Histoire

### XVIIIesiècle, création de la Tranchée de Calonne
Elle fut tracée vers 1786 sur les ordres de Charles Alexandre de Calonne, ministre de Louis XVI, qui en ordonna la réalisation dans le but de desservir directement le château qu'il avait acquis le 9 août 1770 à Hannonville-sous-les-Côtes de la veuve du marquis Michel de Dreux-Brézé.

### Les combats de la Tranchée de Calonne (1914-1915)
Pendant la Première Guerre mondiale, la Tranchée de Calonne fut l'enjeu de combats acharnés. En septembre 1914, l'écrivain Alain-Fournier y trouva la mort.
En février 1915, la tranchée est bombardée avec des obus de 305. « Les obus sont plus lourds, le tremblement du sol, les nuages s'évaporent en brune fine sur des fumées noires et fauves, les sifflements et l'air giflent nos tympans, toutes les mottes, tous les débris informes remontent au bourdonnement d'éclats ».
Le colonel Charles Michon y tombe au mois de décembre 1915, grièvement blessé et reste deux jours sous les cadavres, passant pour mort. Il en réchappera, grièvement blessé et presque infirme souffrant terriblement de ses blessures jusqu'au terme de sa vie.
De l'autre côté de la ligne de front, Ernst Jünger y est blessé le 23 avril 1915.
Le poète picard Marius Touron y est tué le 24 juin 1915.
De nos jours, ce chemin forestier est parcouru par les amateurs d'histoire et les randonneurs à vélo.

## La Tranchée de Calonne dans la littérature
- Maurice Genevoix la cite dans ses mémoires de guerre, Ceux de 14.
- Ernst Jünger en parle dans son ouvrage, Orages d'acier.